# UTC+07:20
UTC+07:20 – dawna strefa czasowa, odpowiadająca czasowi słonecznemu południka 110°E, obowiązująca w Singapurze jako czas letni w latach 1933–1935 (ówczesnym czasem standardowym był UTC+07:00) oraz jako czas standardowy w latach 1936–1941.
W 1941 roku w Singapurze przyjęto strefę czasową UTC+07:30.